# IZZ
IZZ is een Amerikaanse band uit de omgeving van New York. De bandleden zeggen zelf beïnvloed te zijn door Genesis, Yes, King Crimson, Emerson, Lake & Palmer en The Beatles, maar hun muziek bevindt zich meer in het jazzrock-segment van de progressieve rock. De muziek wordt gekenmerkt door veel ritmiekverschuivingen. De naam van de band komt van de bijnaam voor Jason Isringhausen, een honkballer bij de New York Mets; het favoriete team van bandlid John Galgano.

## Musici
- Tom Galgano - toetsen, zang
- John Galgano – basgitaar, zang, toetsen
- Paul Bremner - gitaar
- Greg DiMiceli - slagwerk
- Brian Coralian - slagwerk
- Anmarie Byrnes - zang
- Laura Meade - zang

## Discografie
- 1998: Sliver of a sun.  Liquid
- 2002: I move.  Outburst Records
- 2004: Ampersand, volume 1.  Doone Records
- 2005: My river flows.  Doone Records
- 2007: IZZ Live at NEARfest.  Doone Records
- 2009: The darkened room. Doone Records
- 2012: Crush of night. Doone Records
- 2015: Everlasting instant. Doone Records
- 2016: Ampersand, volume 2.  Doone Records
  - minialbum van 36 minuten met tracks: 1:Penelope (4:19), 2:Fine (3:09), 3:Burn (if you let it) (3:21), 4:Take me by the hand (4:17), 5:The telephone (1:34), 6:Forever (2:32), 7:Hail double knob, Children of Mars (2:42), 8:Again and again (2:11), 9:84th and Amsterdam (2:14) , 10:Ascension in time (3:00), 11:Spellbound in the vortex (2:53) en 12:Ready to go (4:34)
- 2019: Don't panic. Doone Records
- 2020: Half Life (EP).  Doone Records
  - een minialbum met drie nieuwe nummers (The soul of music, Into the sun, Half life) en een live-uitvoering van The wait of it all; er werd aangekondigd dat er medio 2021 een geheel nieuw album zou worden uitgebracht, maar dat verscheen niet.[1]
- 2022: The endless collection
  - een minialbum (digialbum) via bandcamp met vijf nieuwe nummers met opnieuw de belofte van een nieuw album, maar in 2024 nog niet verschenen
- 2023: Heruitgave I move via bandcamp
- 2024: Collapse The Wave.  Doone Records

- International Standard Name Identifier: 0000 0004 6884 8374
- Library of Congress Control Number: n2015004425
- MusicBrainz: 582d0085-49af-4eff-b61a-2ca5dbbf3056